# Хипомен
Хипомен (грч. Hippomenes, лат. Hippomenes) - Истакнути тркач и ловац.

## Митологија
Хипомен, син краља Мегареја из Онхеста у Беотији, се заљубио у Аталанту, кћерку беотијског краља Шенеја и његове жене Климене. 
Одмах након рођења су је однели у шуму јер је њен отац Шенеј желео само синове.
У шуми је Аталанту пронашла медведица и спасла је. Одгојена у шуми и препуштена самој себи, израсла је у лепотицу и стекла невероватну окретност и снагу да је у свеми могла надјачати многе мушкарце. Због те своје особине је било разумљиво што је сваки мушкарац желео да му Атланта буде жена. 
Аталанта је редом одбијала све своје просце, а онога који је био упоран у својим настојањима да је испроси себи за жену, Аталанта је позивала да се са њом такмичи у трчању. И тако је, победивши свакога, дуго чувала своју слободу. Победио је једино предивни Хипомен, коме је богиња Афродита притекла у помоћ. 
Афродита је Хипомену дала три златне јабуке и посаветовала га да у току трке, с времена на време испусти по једну јабуку, и то у часу када га Аталанта у трчању сустигне.
Аталанта није могла одолети испуштеним златним јабукама, и сваки пут се сагнула да их узме, и тако је на циљ дошла после Хипомена. Хипоменова победа није растужила Аталанту и она се, јер јој се он допао, са њим упутила у Онхест. Док су чекали на венчање, Аталанта је у шумском храму изјавила Хипомену љубав, а Зевс, за казну што су својим понашањем оскрнавили место боравка богова, претвори их обоје у шумске животиње.